# Château de Taggenbrunn
 (août 2022).
Le château de Taggenbrunn est un château-fort en ruine situé sur le territoire de la commune de Sankt Georgen am Längsee, dans le Land de Carinthie, en Autriche. Le château, qui se trouve sur un site déjà fortifié au VIe siècle av. J.-C., est construit vers le milieu du XIIe siècle par Tagenus von Pongau pour le compte de l'archevêque de Salzbourg.
Le château est détruit en 1479 par l’empereur Frédéric III, alors en guerre contre l'archevêque Leonhard von Keutschach. Celui-ci le reconstruit entre 1497 et 1503 et les lieux restent habités au moins jusqu’à la fin du XVIIe siècle. Devenu propriété de l’État en 1803, le château est ensuite vendu 1858 à des propriétaires privés et a changé plusieurs fois de mains par la suite. Il est depuis 2011 aux mains d’Alfred Riedl, qui y a installé un bistro, une boutique de montre et une salle de spectacle.